# Cadillac Model B
Der Cadillac Model B war das zweite Modell des US-amerikanischen Automobilherstellers Cadillac.
Beim zweiten, Anfang 1904 vorgestellten und bis 1905 gebauten Cadillac handelte es sich um ein konstruktiv verändertes Model A. An die Stelle des gerundeten vorderen Abschlussblechs trat ein kastenförmiger Aufbau und der geknickte Rahmen des Vorgängers wich einem Pressstahl-Kastenrahmen.
Angetrieben wurde der Model B wie der Vorgänger von einem liegend unter dem linken Vordersitz untergebrachten Einzylindermotor der Firma Leland & Faulconer (Typ „Little Hercules“), der seine Kraft über ein Zweigang-Planetengetriebe an die Hinterräder übertrug.
Den Model B gab es in vier verschiedenen Varianten: als zweisitzigen Runabout, als Viersitzer mit zusätzlichem Aufsatz am Heck (Einstieg von hinten), Tonneau genannt, als Delivery-Zweisitzer und als vierplätzigen Surrey mit seitlichem Zugang zu den hinteren Sitzen.
1905 stieg die angegebene Leistung des Einzylinders von 8,25 auf 9 PS und auf Wunsch wurde der Wagen mit breiterer Spur (154,9 statt 138,3 cm) geliefert.
1904 produzierte Cadillac insgesamt 2319, im Jahr darauf 4029 Fahrzeuge aller Baureihen.

## Ableitungen des Model B
Auf dem Model B basierten in den Jahren 1905 bis 1908 einige weitere Cadillac-Modelle mit Einzylindermotor.

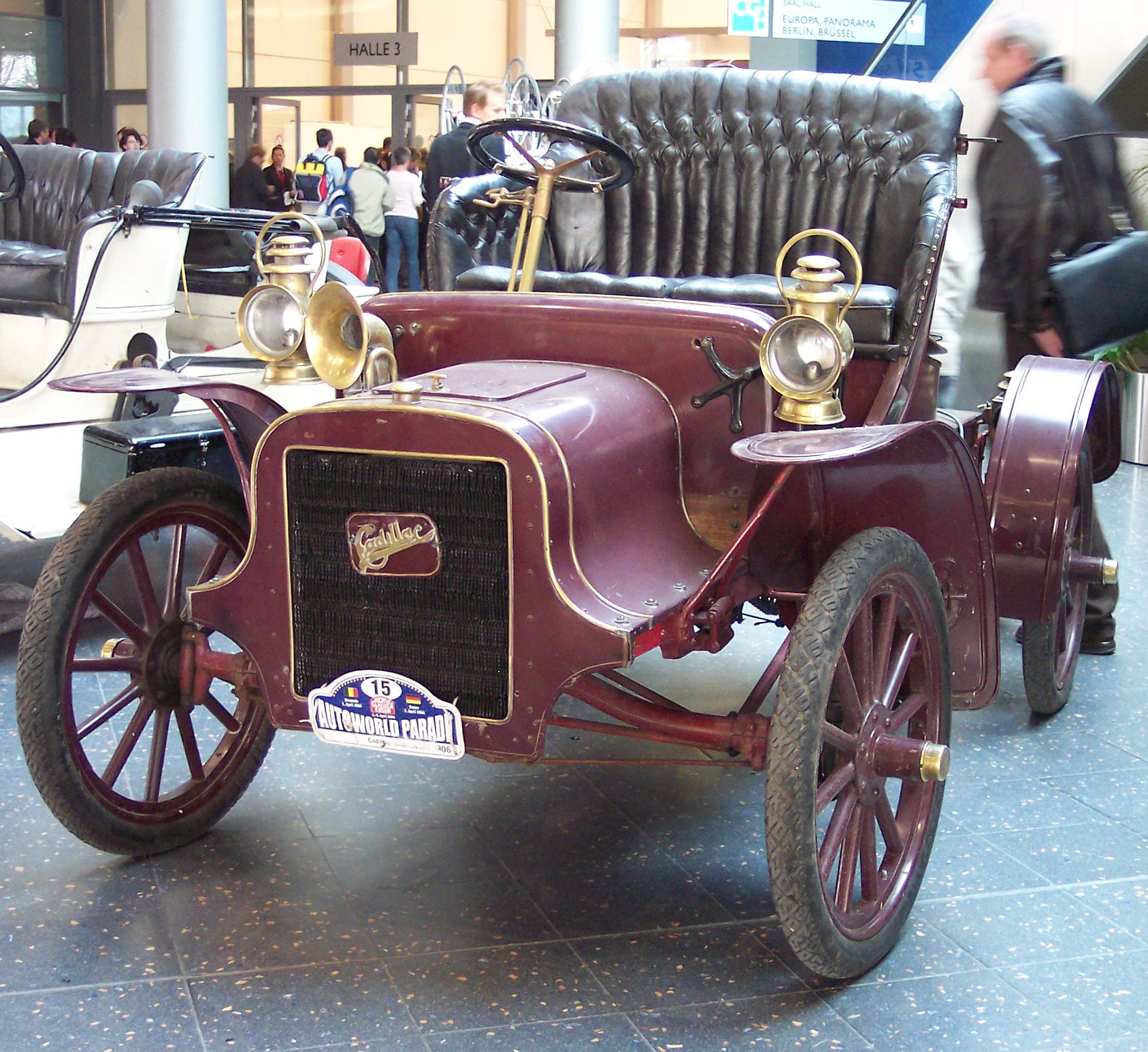
Cadillac Model K Victoria Runabout, 1906

Dabei handelte es sich im Einzelnen um die Modelle:
- Model C (Frühjahr/Sommer 1905): ein Model B mit der größeren „Motorhaube“ und dem Kühler des Cadillac Model F;
- Model E (1905): zweisitziger offener Runabout mit größerer Motorhaube, an der sich seitliche Entlüftungsschlitze befanden;
- Model F (1905): wie Model E, aber Radstand um 5 cm verlängert, lieferbar als Delivery-Zweisitzer oder viersitziger Tourenwagen mit nicht abnehmbarem Tonneau-Aufbau und seitlichen Türen;
- Model K (1906/07): leicht modifiziertes Chassis, neue Karosserie („Victoria“) genannt, lieferbar als zweisitziger Victoria Runabout;
- Model M (1906–1908): wie Model K, Radstand um 5 cm verlängert, als viersitziger Victoria-Tourenwagen oder zweisitziges Delivery-Modell angeboten (1907 auch als geschlossenes zweisitziges Victoria Coupé, 1908 nur noch als Delivery);
- Model S (1908): Radstand auf 208,3 cm verlängert, lieferbar mit zwei verschiedenen offenen Runabout-Aufbauten, durchgehende seitliche Trittbretter statt einfacher Trittstufen, auf Wunsch mit hinterem Einzelnotsitz oder Notsitzbank;
- Model T (1908): wie Model S, aber karossiert als offener Viersitzer-Tourenwagen oder als geschlossenes Victoria Coupé.

Preise für Model C bis T: 750 bis 1350 Dollar, Stückzahlen nicht bekannt.
Die Einzylinder-Produktion lief bei Cadillac mit dem Jahr 1908 aus; ab 1909 wandte sich die Marke mit dem Model Thirty dem Luxuswagenmarkt zu.
| Modelljahr | Hubraum (cm³) | Leistung (PS) | Radstand (cm) | Länge (cm) | Leergewicht (kg) | Preis (US-$) | Stückzahl                  |
| ---------- | ------------- | ------------- | ------------- | ---------- | ---------------- | ------------ | -------------------------- |
| 1904/05    | 1609          | 8,25–9        | 193           | 284,5      | 589–691          | 800–900      | unbekannt (ca. 2500 Stück) |